# Fuente de San Salvador

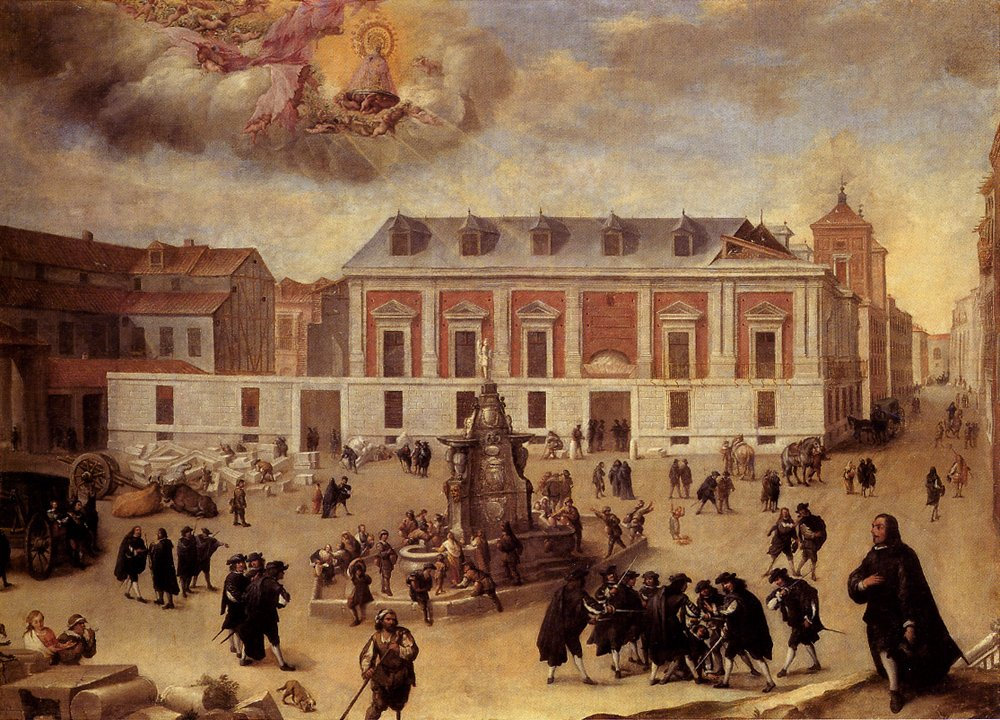
La fuente de San Salvador en el cuadro de autor anónimo titulado Milagro de la Virgen de Atocha en las obras de construcción de la Casa de la Villa (hacia 1650).

La Fuente de San Salvador, también conocida como fuente de la plaza de la Villa y popularmente como fuente de los leones, fue una fuente de la ciudad de Madrid, que estuvo situada en la citada plaza. Fue diseñada en 1618 por el escultor toscano Rutilio Gaci y terminada por los maestros canteros Francisco del Río y Antonio Riera en 1621. Tomó su primer nombre de la iglesia de San Salvador ya descrita en el Fuero de Madrid de 1202, y desaparecida en 1843. La fuente aparece representada en el plano de Mancelli de 1622, así como en los de Teixeira (1656) y Espinosa (1769). Se abastecía con caudal del Bajo Abroñigal y fue sustituida en 1754 por otra de Juan Bautista Sachetti, que también sería demolida mediado el siglo xix.

## Historia

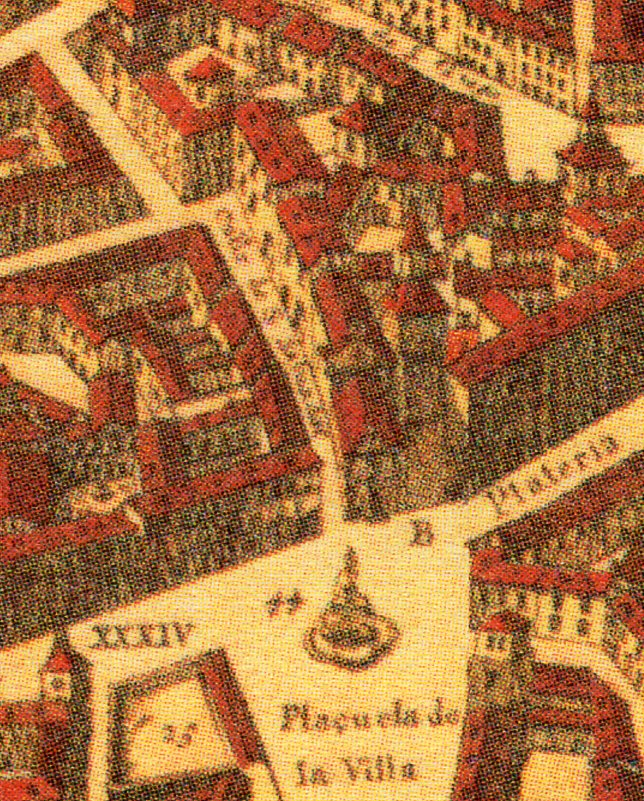
La fuente de San Salvador en la plaçuela de la Villa, dibujada por Pedro Teixeira en la lámina 13 (C3) con la referencia numérica 44

En 1618 se le encargó a Rutilio Gaci las trazas, modelos de madera y cera y condiciones de construcción para dos fuentes del Madrid de Felipe III, una para la Puerta del Sol y otra para la plaza de la Villa. Ambas labradas en piedra blanca de Becerril o Cerceda, con jarras y tazas de mármol negro de los Montes de Toledo, cuatro cartelones en mármol de Estremoz y cuatro cabezas de león de bronce, a modo de mascarón.
Gaci hizo un diseño común de los dos primeros cuerpos de sus estructuras, con una cepa de 23 pies de ancho macizada con cal y piedra menuda con el encañado, que llegaría hasta cuatro dedos más bajo del nivel del suelo. Y sobre ese cepa, un arca de ladrillo y dos gradas ochavadas, con losas de 4 pies de ancho y 12 dedos de grueso circundando las gradas, que también dispondrían de antepechos engrapados de tres pies de alto con la misma figura geométrica. Centrado en el pilón diseñaba un pedestal hasta la altura del agua. Estas eran las estructuras comunes a las dos fuentes.
En la que se instalaría frente al futuro edificio de la Casa de la Villa, que no se llegaría a concluir hasta 1692, Gaci trazó sobre el pilón y el segundo cuerpo común diseñado un tercer cuerpo de 4 pies de alto y 7 de grueso y sobre él un cuarto cuerpo de 5 pies que se levantaría desde las tazas hasta el remate en forma de bocel. Los culminaría un quinto cuerpo de dos pies de alto, en una sola pieza en la que encajaría y se asentaría la figura o escultura que decoraría la fontana, encargada a Ludovico Turchi.
En 1620 hubo que ensanchar el pilón, obra que no se concluiría hasta 1631. En 1638 se le colocó a la fuente un escudo más, obra del maestro cantero Eugeni Montero.

### La fuente de Sachetti
En 1753 se desmontó la fuente barroca del xvii, y se le encargó a Juan Bautista Sachetti el diseño de una nueva. Acometieron la obra el maestro Pedro Fol y el escultor Juan de León. Fue inaugurada el 22 de septiembre de 1754.
Esta segunda fuente de importancia fue descrita por el cronista Ramón de Mesonero Romanos, en su Manual de Madrid (1833), como monumento que «representa las armas de Castilla y de León. Cuatro leones arrojan agua por la boca, y sobre ellos se sienta un castillo, encima del cual hay una figura de mujer en traje militar con un estandarte en la mano, cuyo pensamiento fue de don Domingo Olivieri». La misma descripción que luego repiten Pascual Madoz (1848) y Pedro Felipe Monlau (1850), que anota también sus 18 RA de agua del «viage» del Alto Abroñigal, con 66 aguadores y tres caños.